# Лігурійське море

Розташування Лігурійського моря

Лігурі́йське море (італ. Mar Ligure; фр. Mer Ligurienne) (від назви давнього племені лігурів, що мешкали в долині Рони) — частина Середземного моря між островами Корсика, Ельба та узбережжям Генуезької затоки. Омиває територію Франції, Монако та Італії. 
Площа 15 000 км², середня глибина 1 200 м, найбільша 2 546 м. Припливи напівдобо́ві, їх величина 0,3 м. Температура води від 13 °C взимку до 23,5 °C влітку. Солоність близько 38 ‰. Береги загалом круті й урвисті, зустрічаються піщані пляжі. На узбережжі відомий курортний район — Рив'єра. Впадає річка Арно. 
Важливий судноплавний регіон. Уздовж берегів моря розташовані важливі торговельні порти, найбільшим з яких є Генуезький порт. Іншими важливими портами є порти Ментона (Франція), Савона, Ла-Спеція, Імперія і Ліворно (Італія).

## Порти
- Ніцца  Франція,
- Генуя  Італія,
- Савона  Італія,
- Спеція  Італія,
- Ліворно  Італія.

## Межі моря

Лігурійське море: червона лінія — межі згідно Міжнародної гідрографічної організації, синя лінія — межі згідно Istituto Idrografico della Marina.

Міжнародна гідрографічна організація так визначає межі Лігурійського моря:
- На південному заході: лінія, що з'єднує мис Корсика[en] (9 ° 23'E) північну точку острова Корсика з кордоном між Францією та Італією (7° 31' сх. д.).
- На південному сході: лінія, що з'єднує мис Корсика з островом Тінетто[en] (44°01′ пн. ш. 9°51′ сх. д. / 44.017° пн. ш. 9.850° сх. д.), а звідти через острови Тіно і Пальмарія до мису Сан-П'єтро (44°03′ пн. ш. 9°50′ сх. д. / 44.050° пн. ш. 9.833° сх. д.) на узбережжі Італії.
- На півночі: Лігурійське узбережжя Італії.

## Галерея

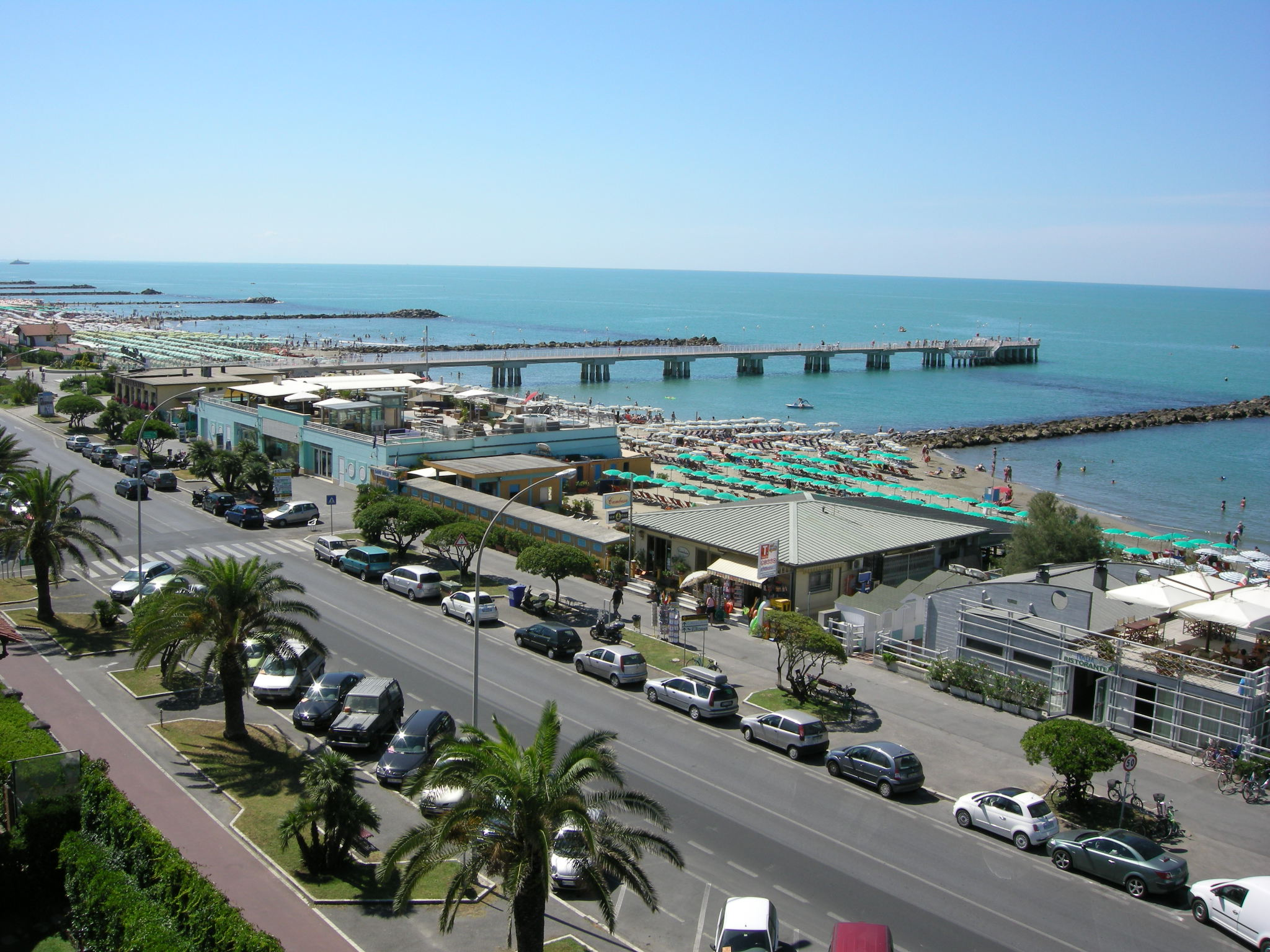
Масса
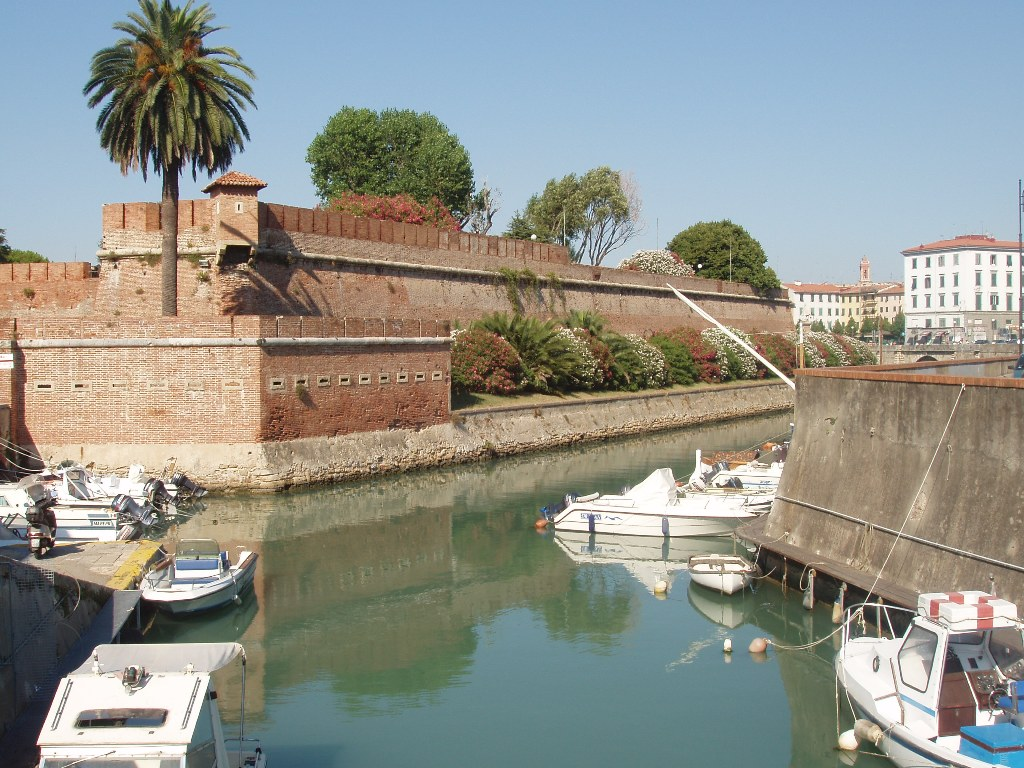
Ліворно
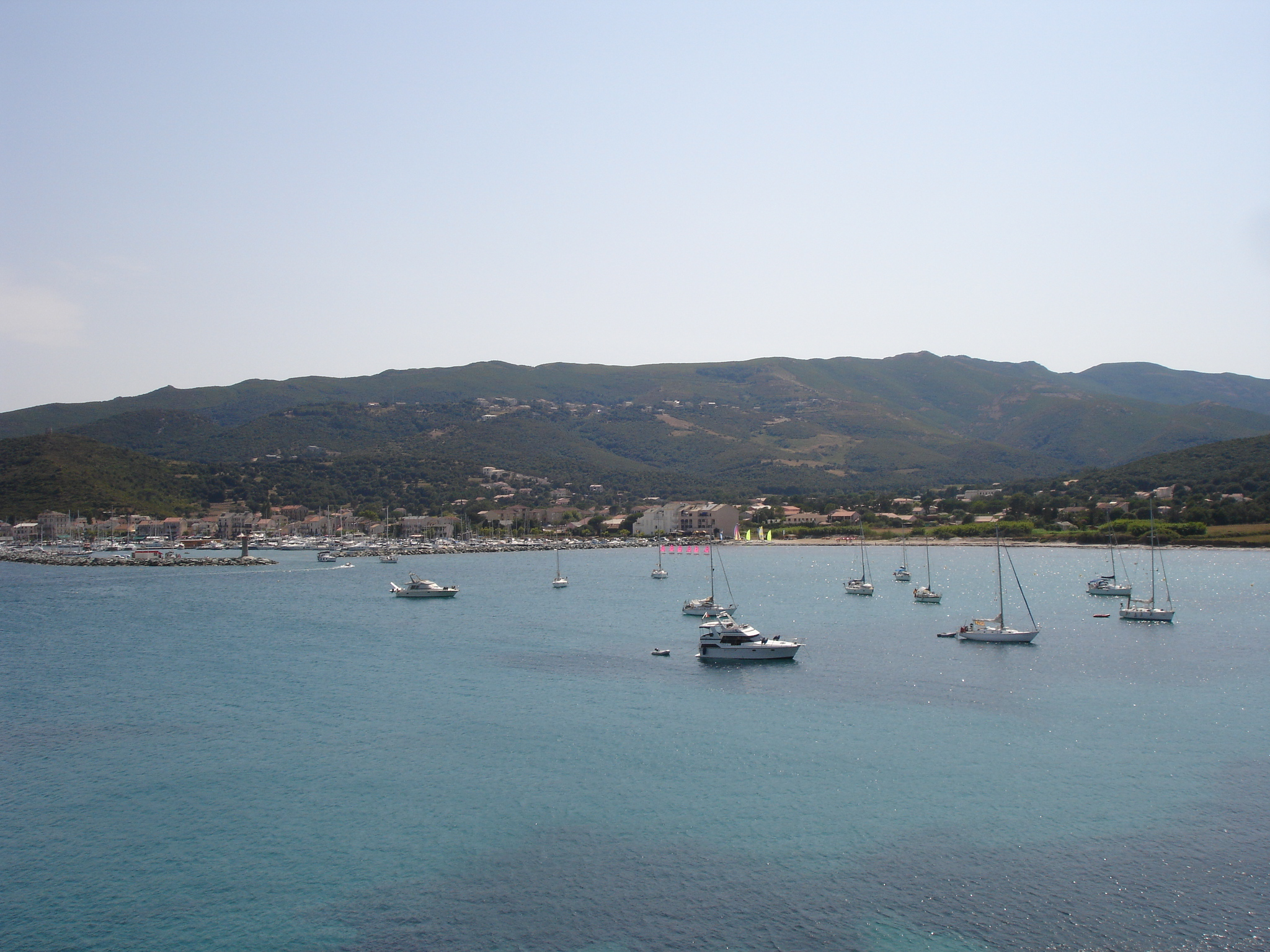
Рольяно
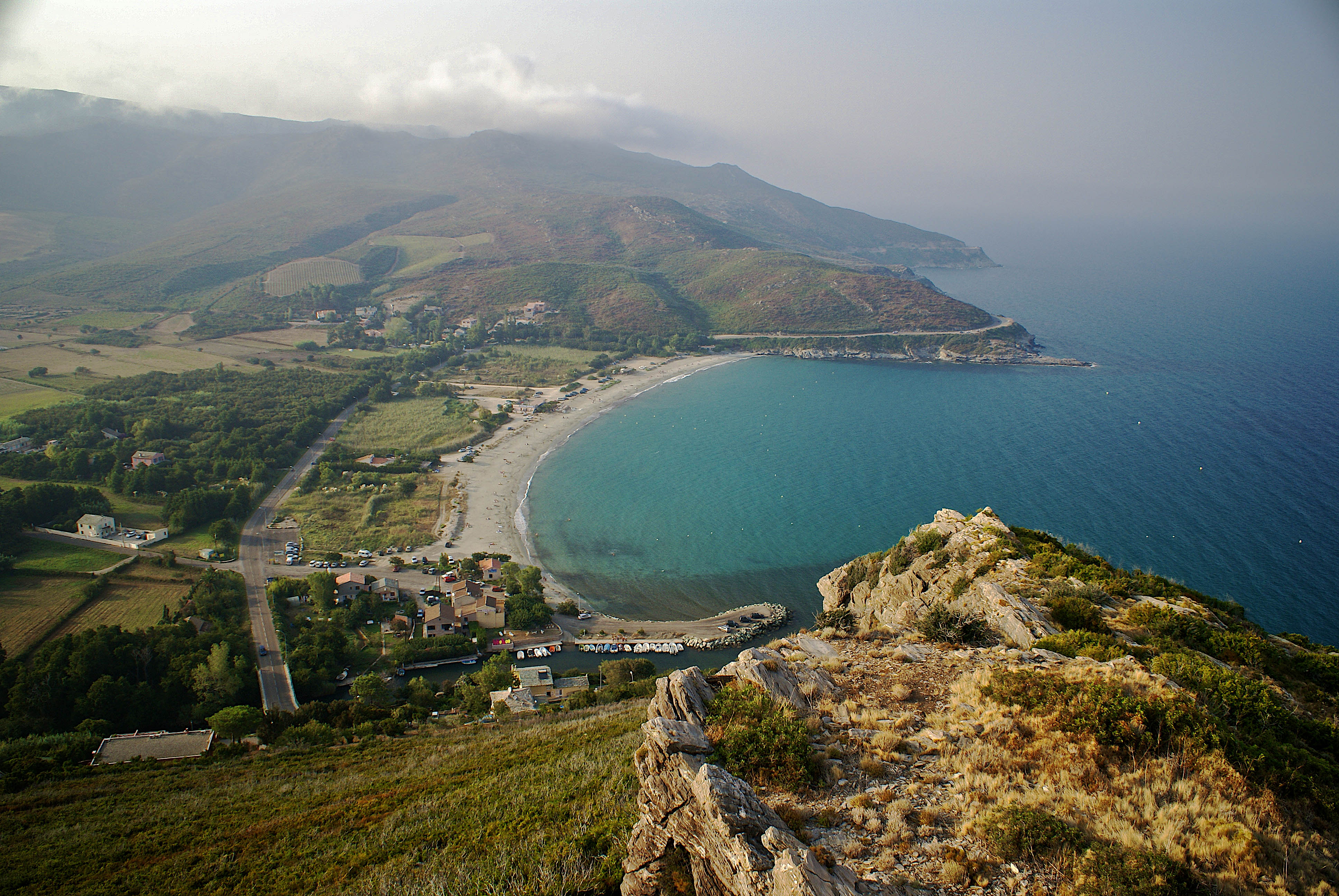
П'єтракорбара
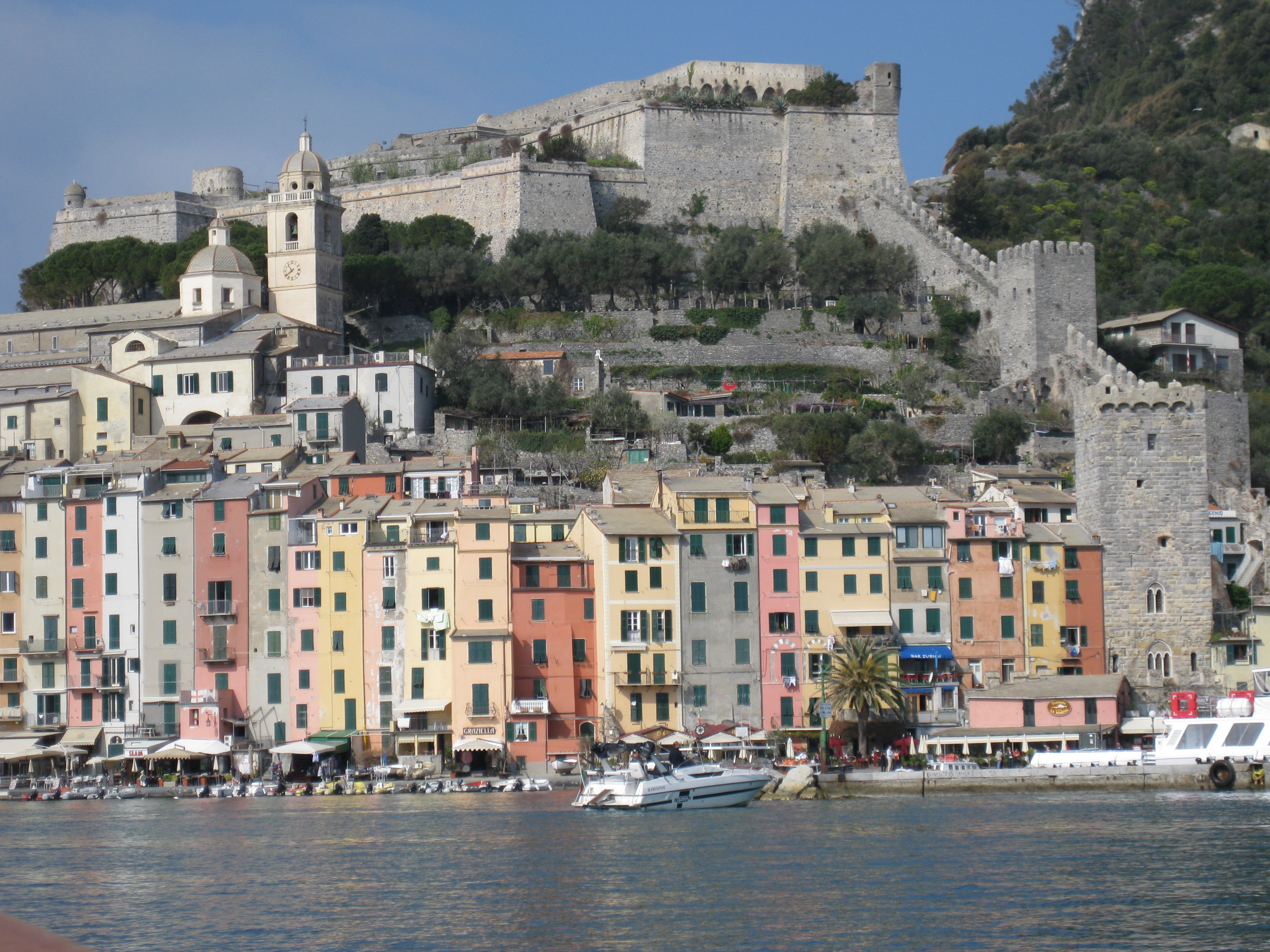
Порто-Венере
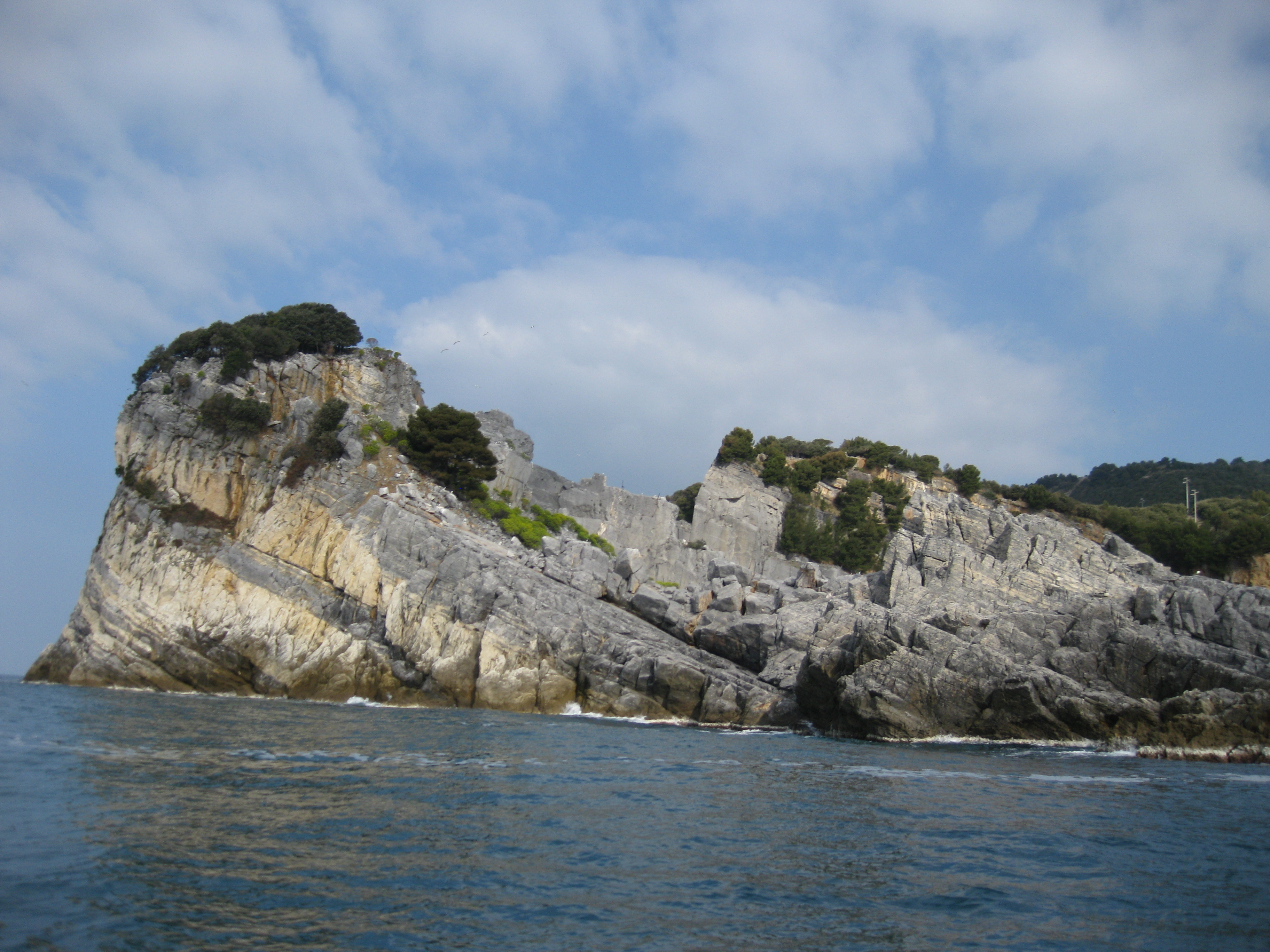
Пальмарія
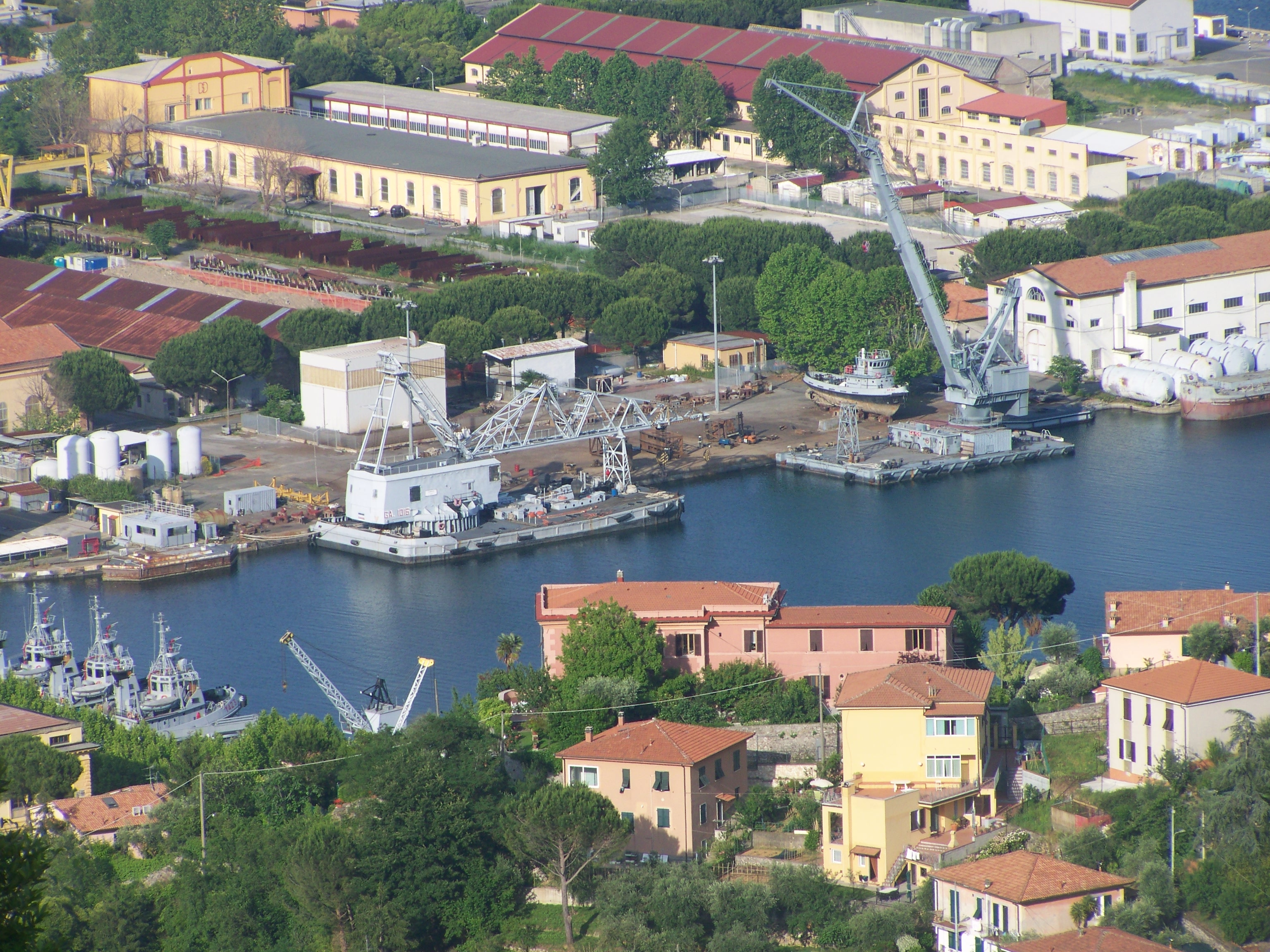
Ла-Спеція
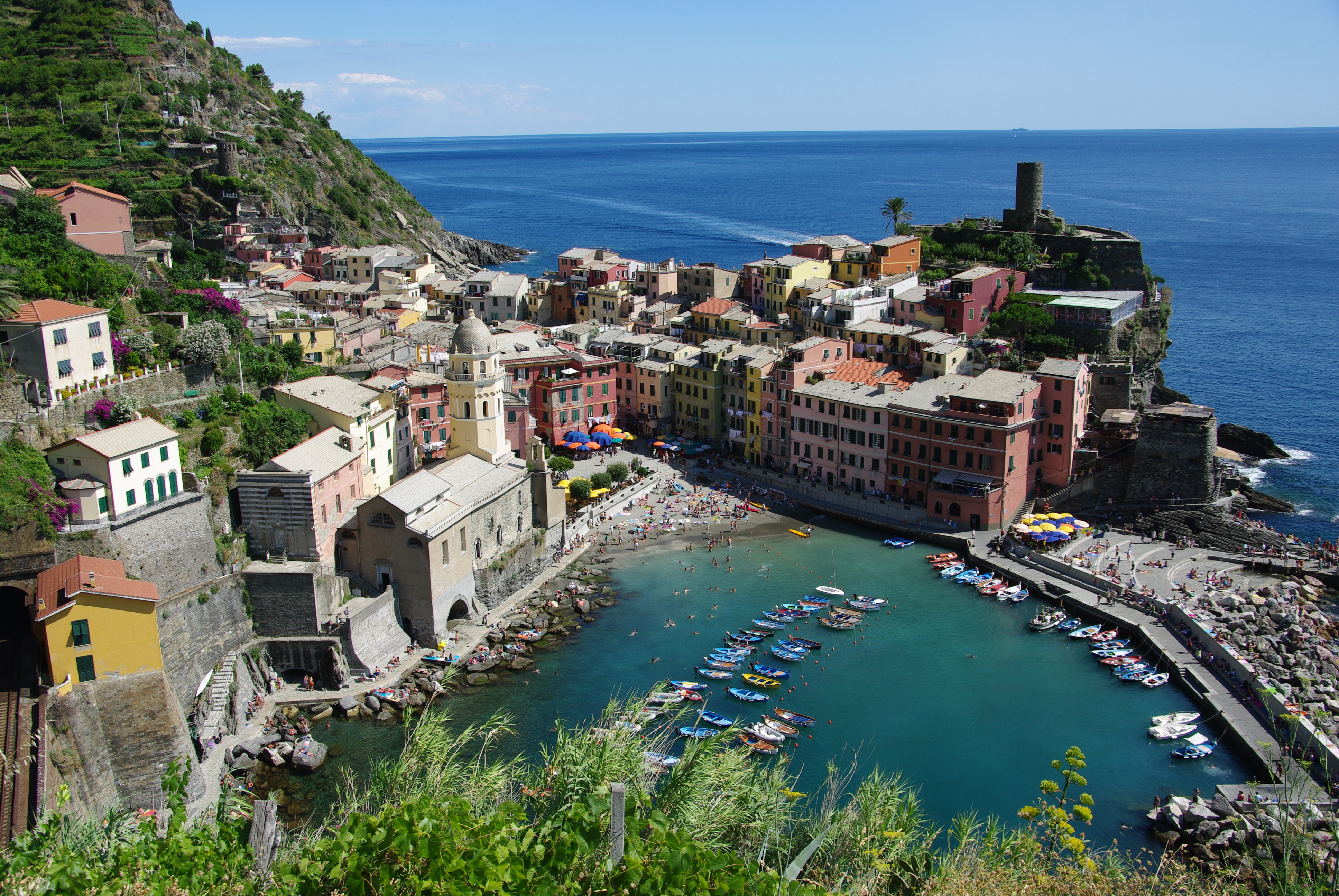
Вернацца
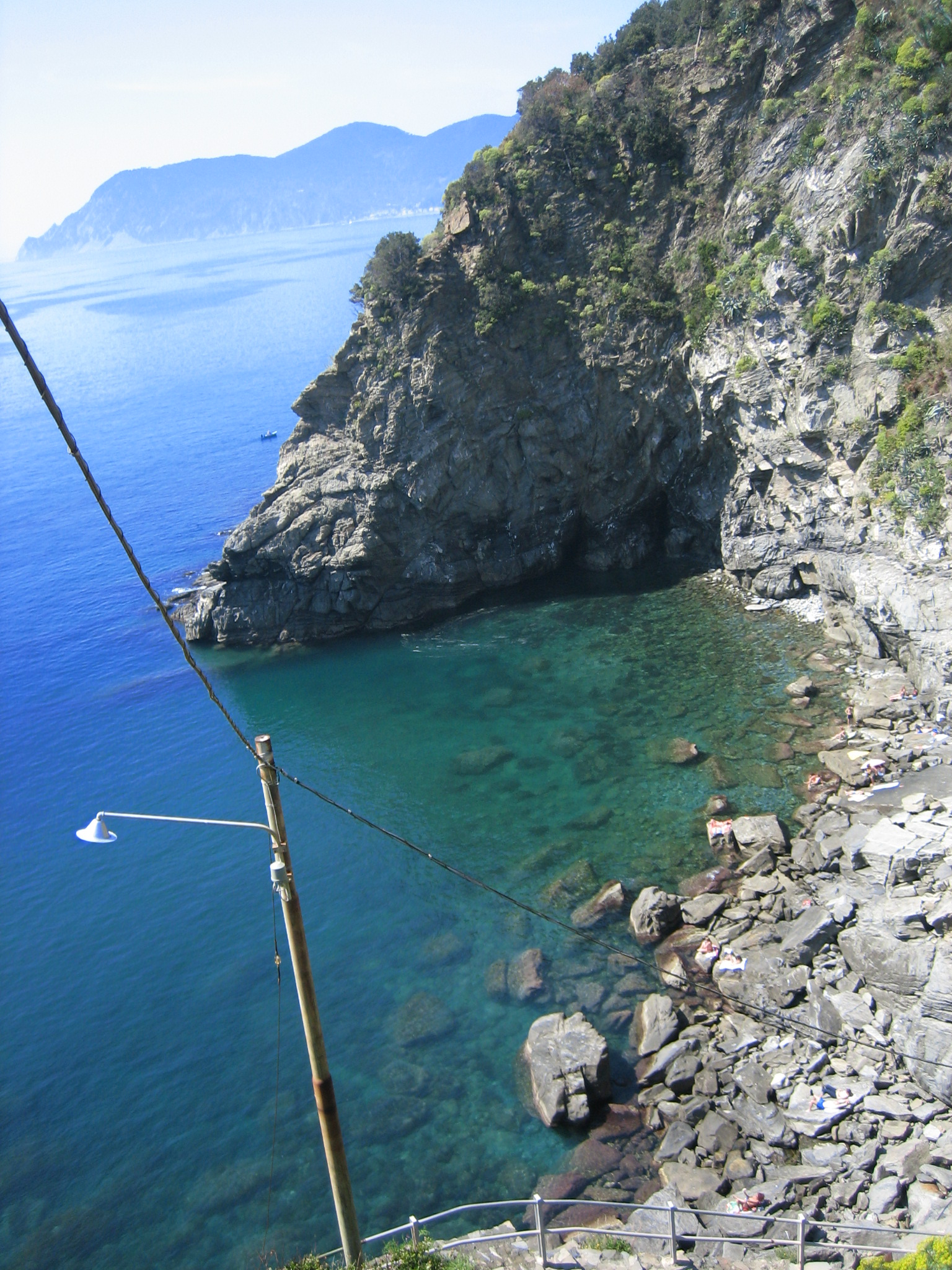
Корнілья
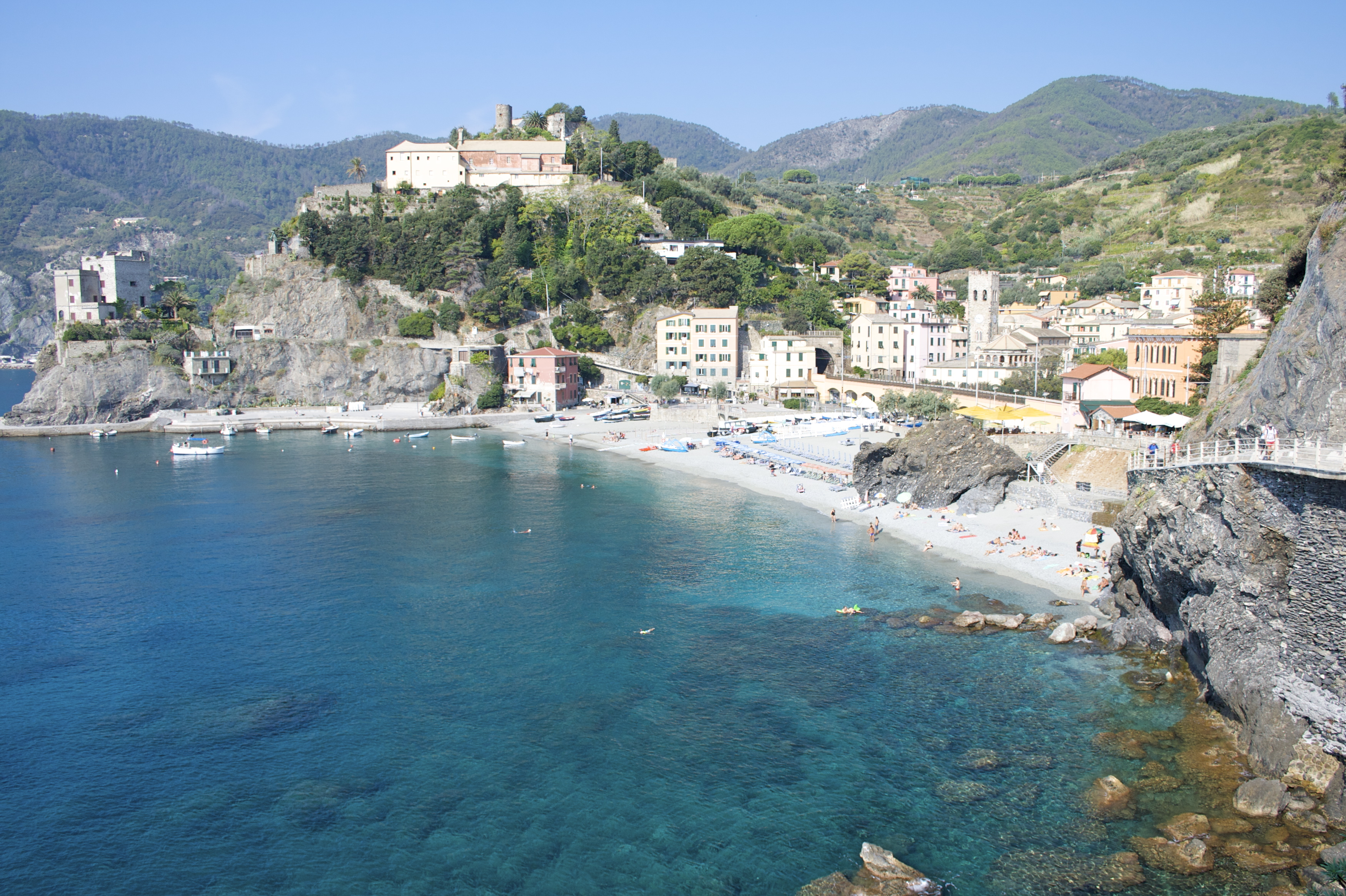
Монтероссо-аль-Маре
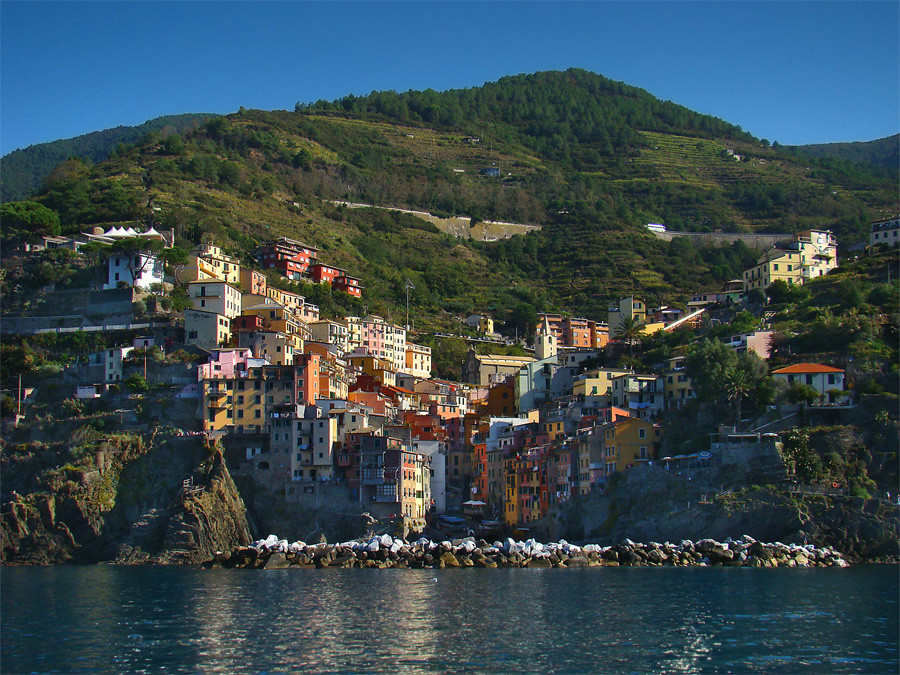
Ріомаджоре
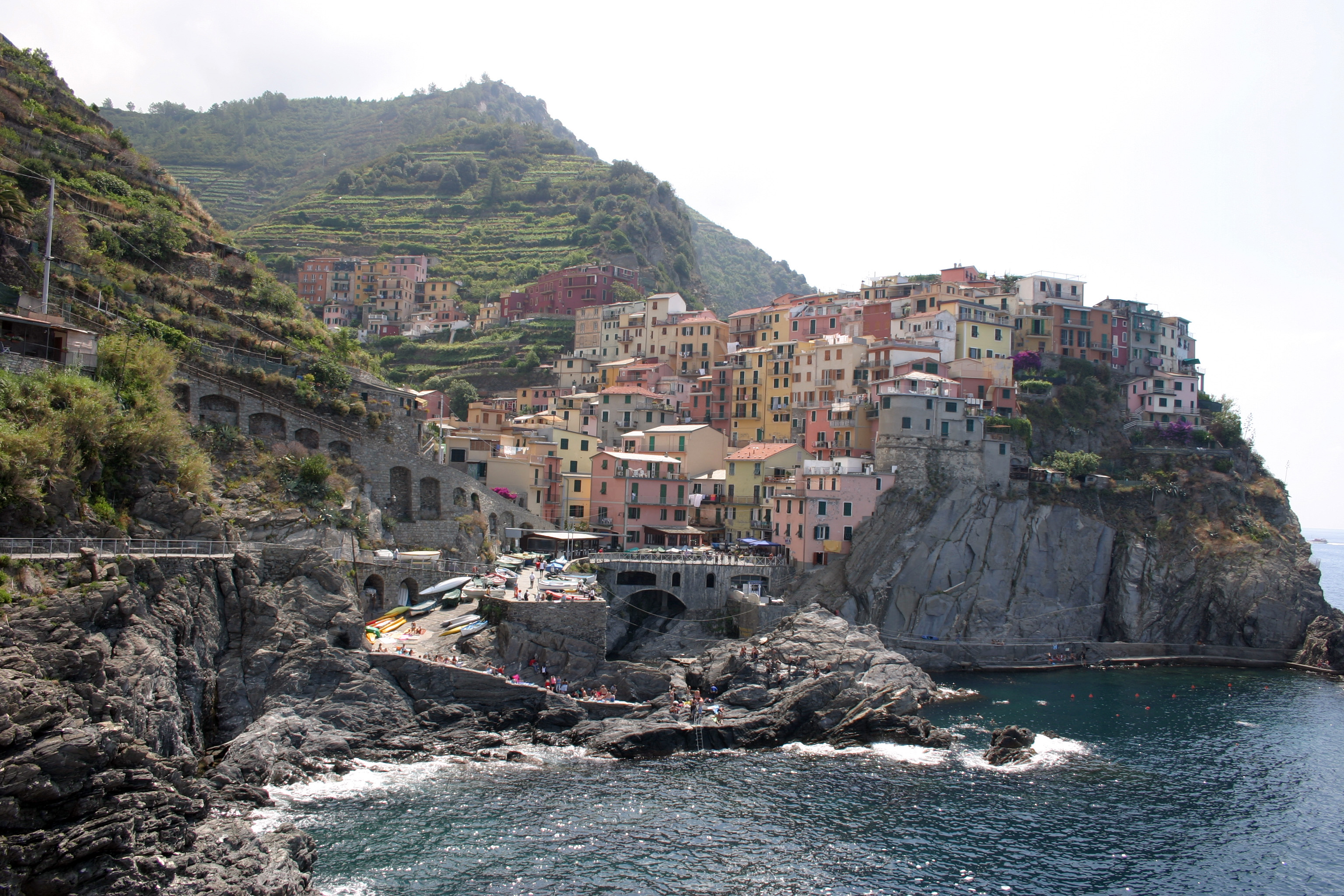
Манарола
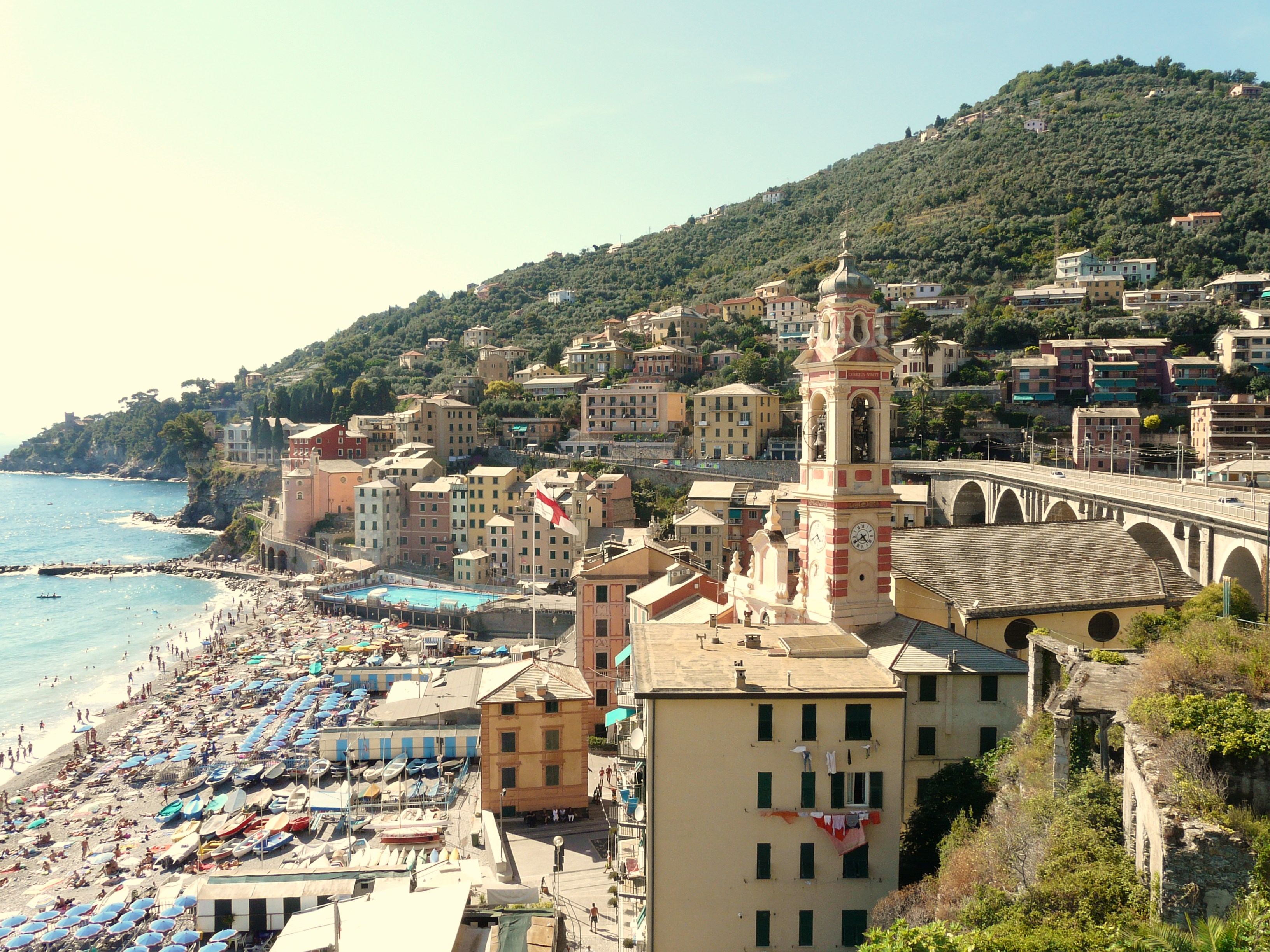
Сорі
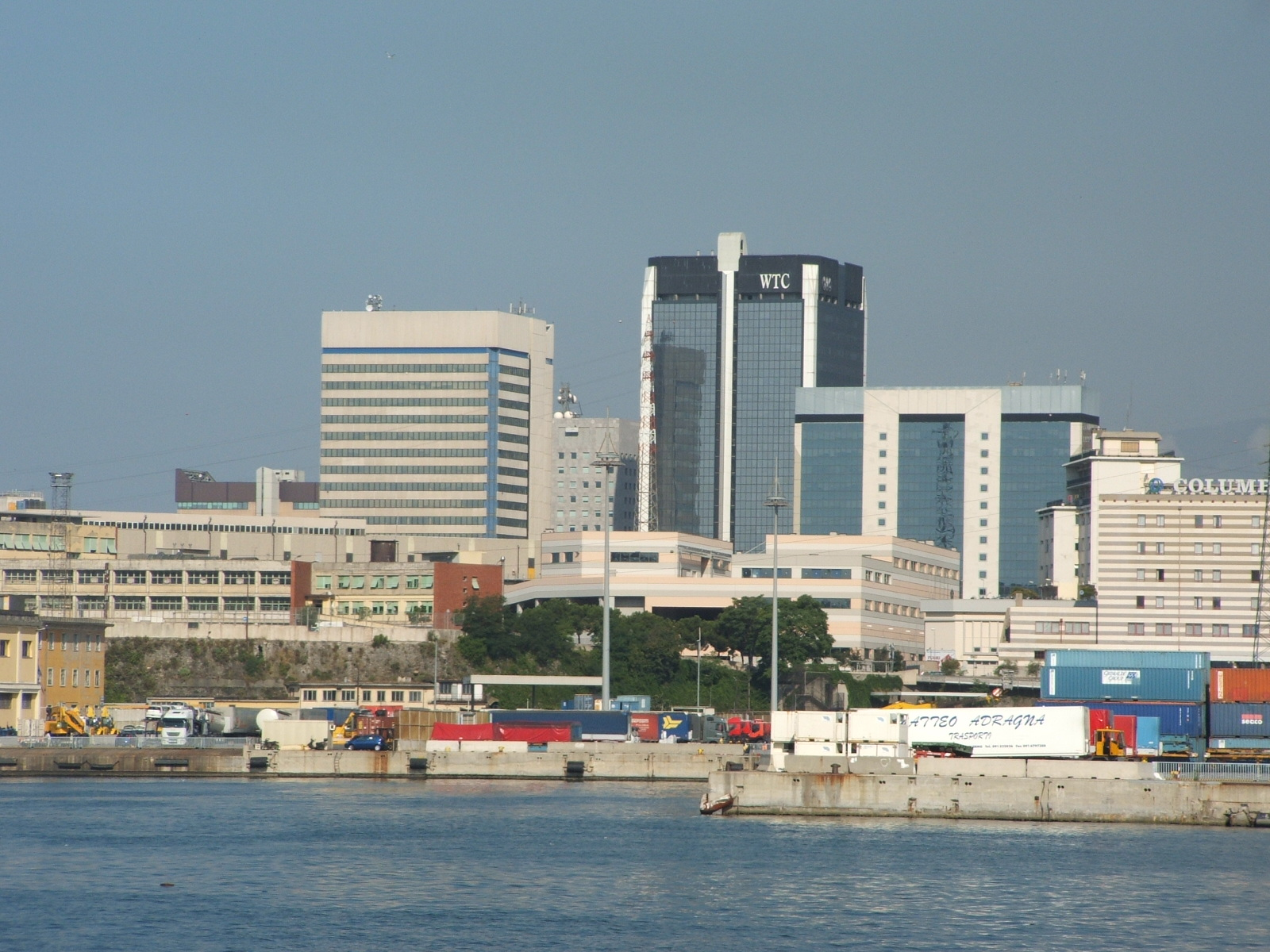
Генуя
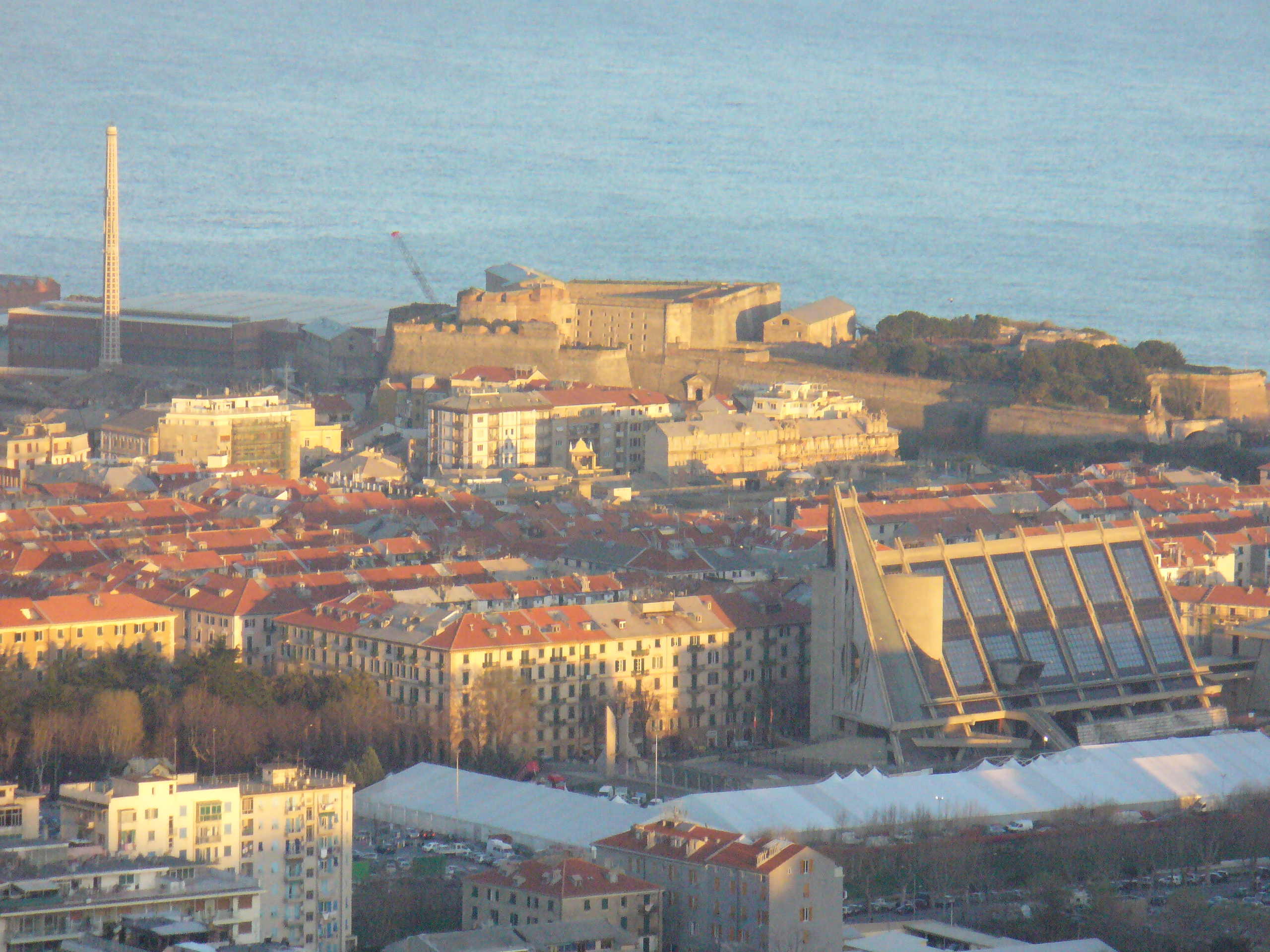
Савона
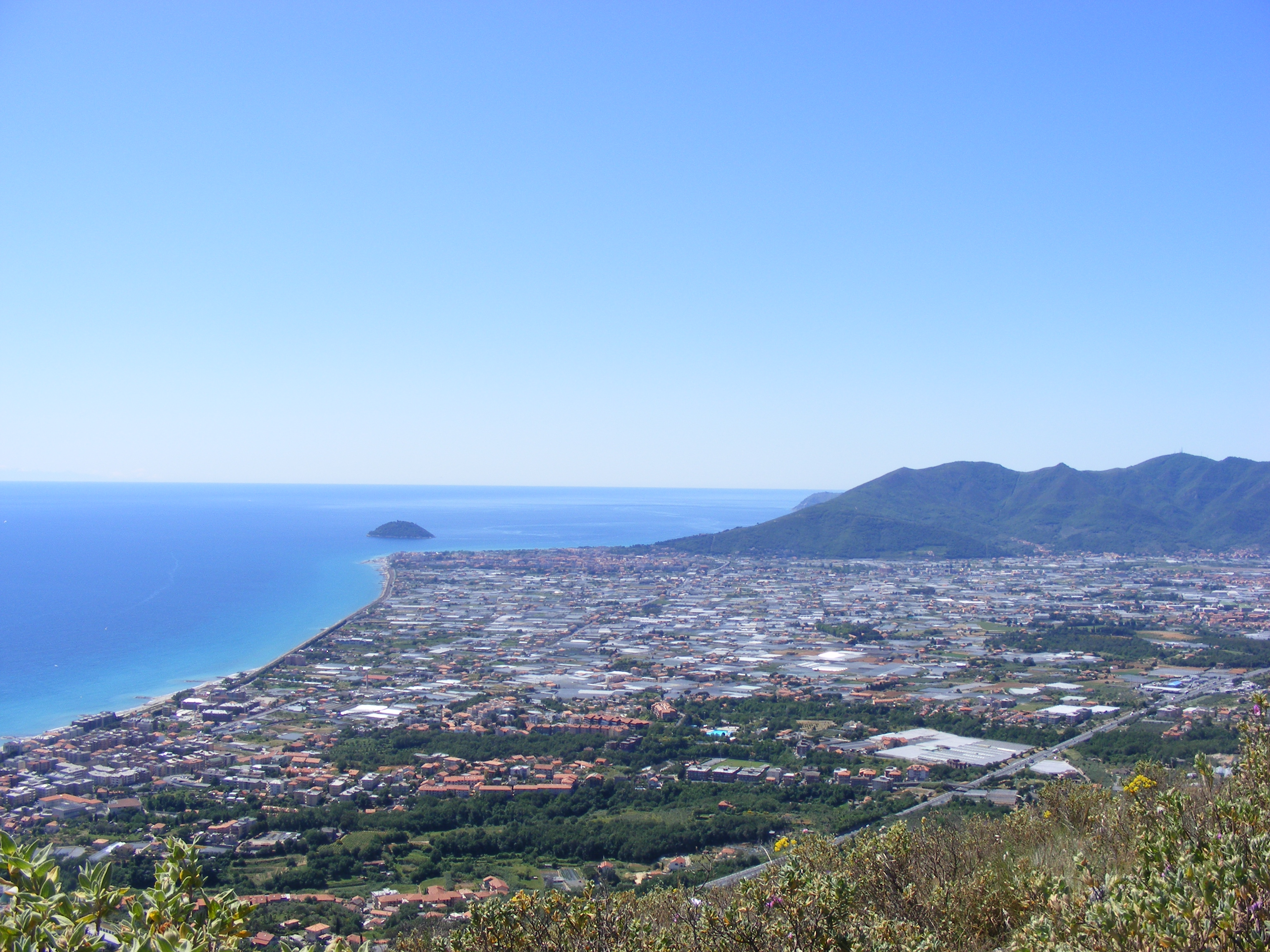
Черіале
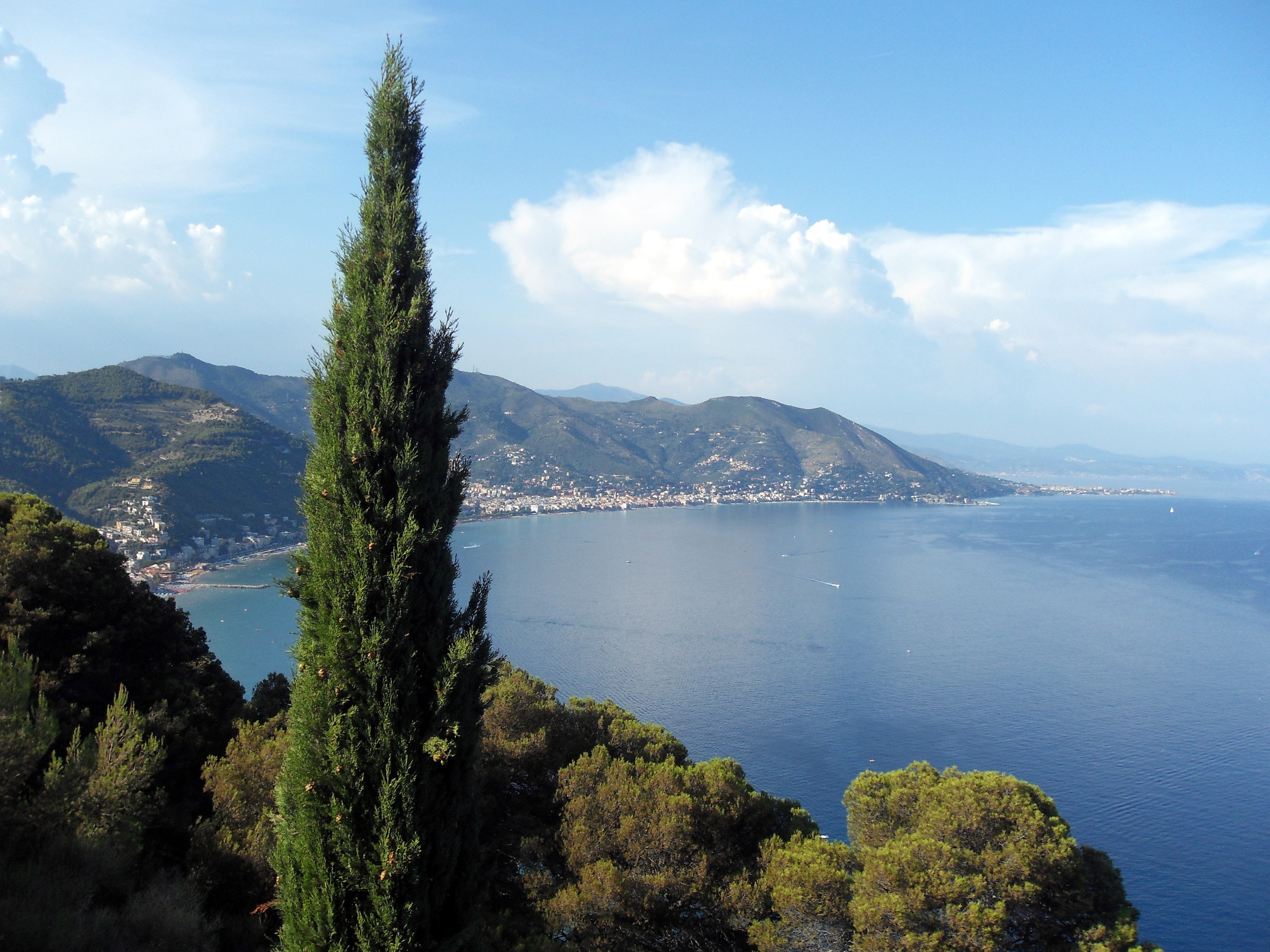
Алассіо
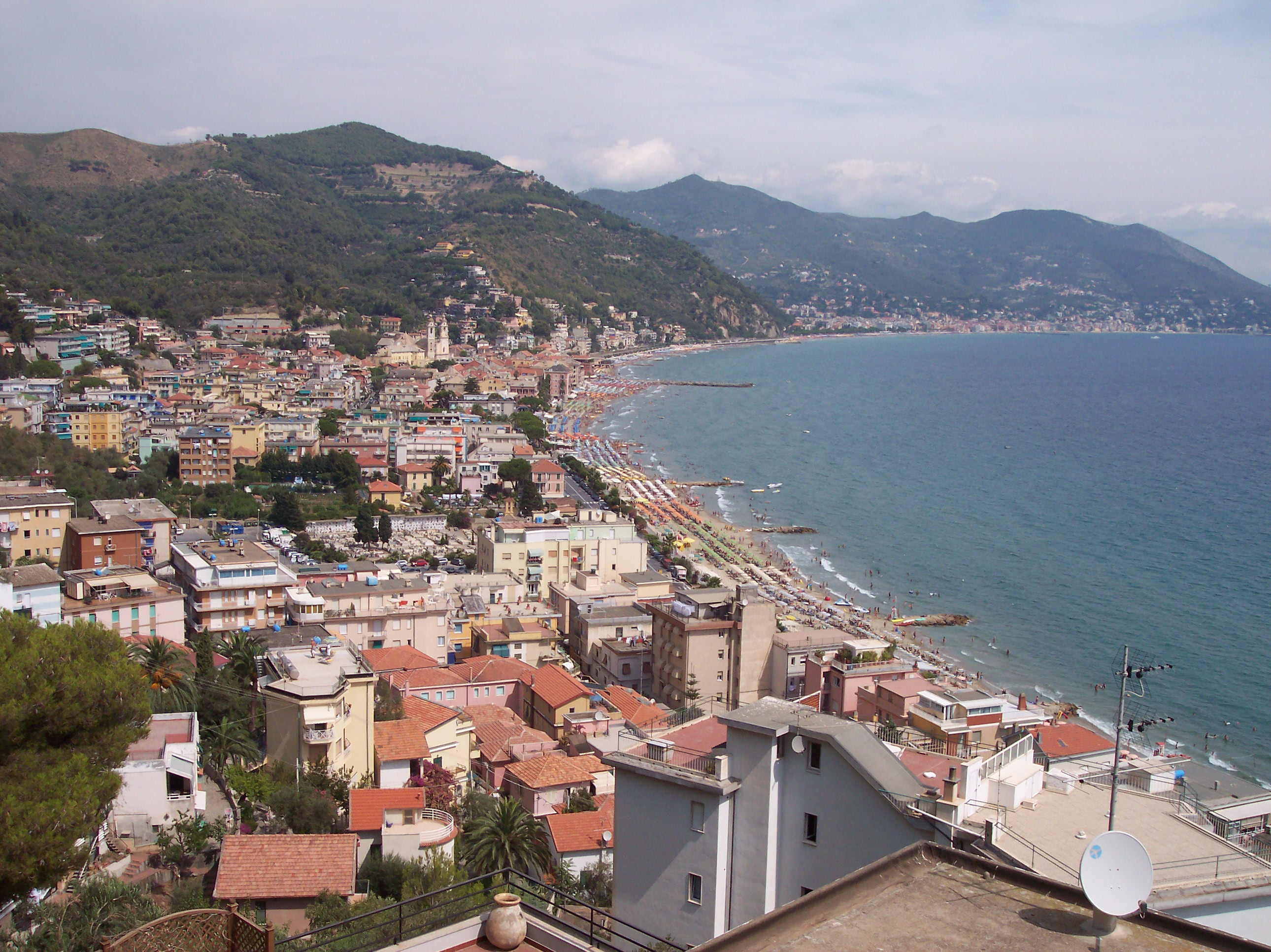
Лаїгуелья
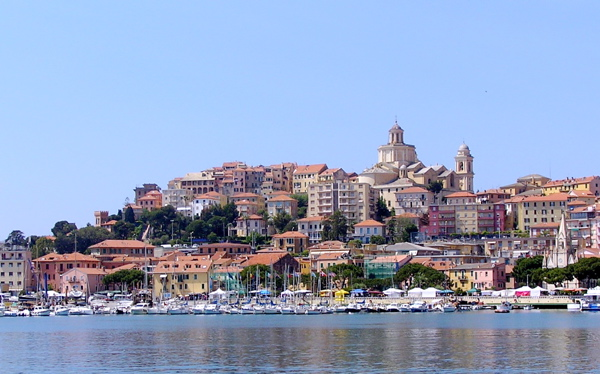
Імперія
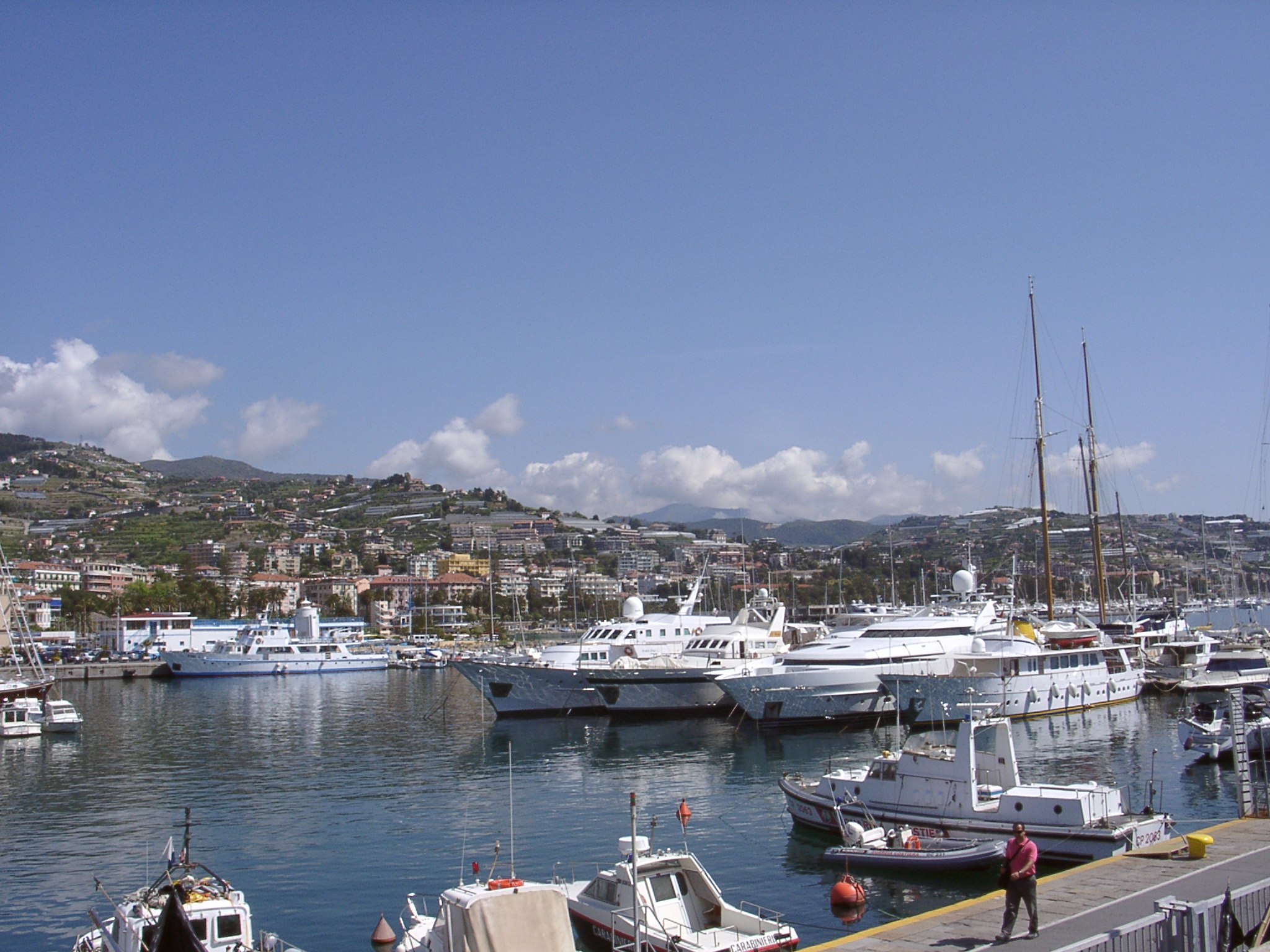
Санремо
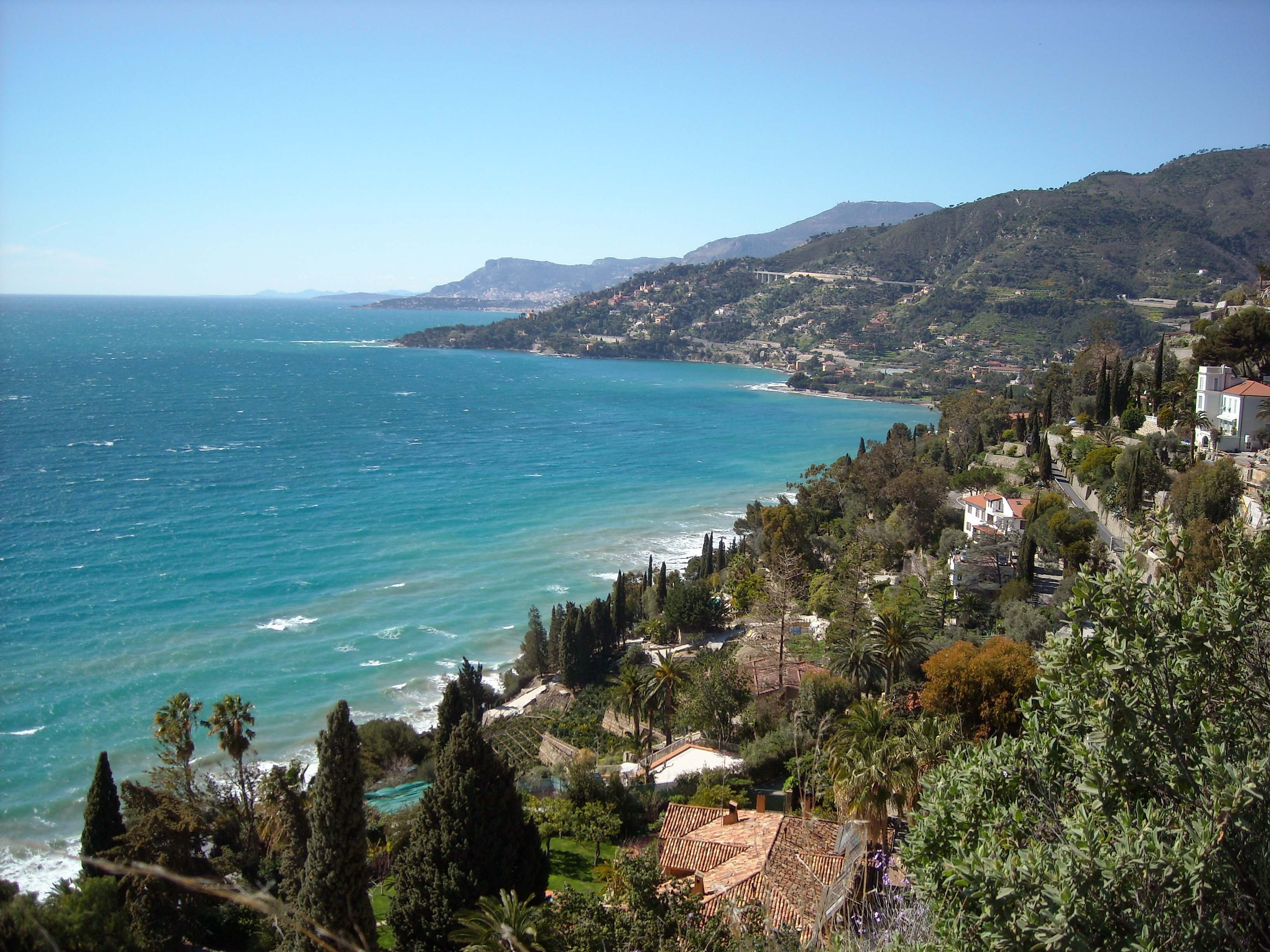
Вентімілья
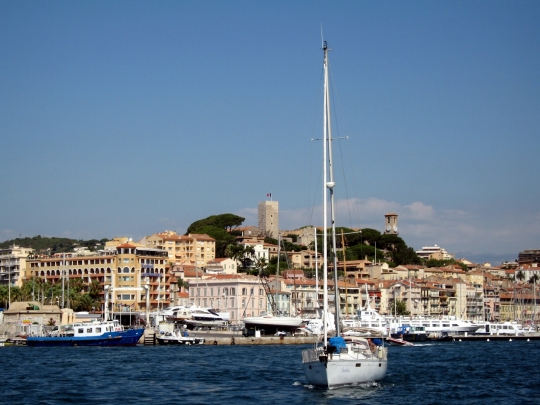
Канни
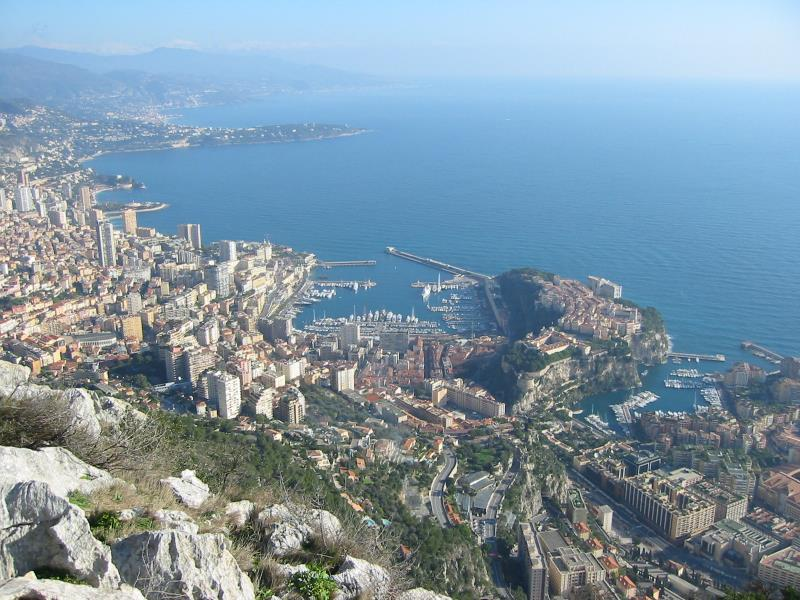
Монако
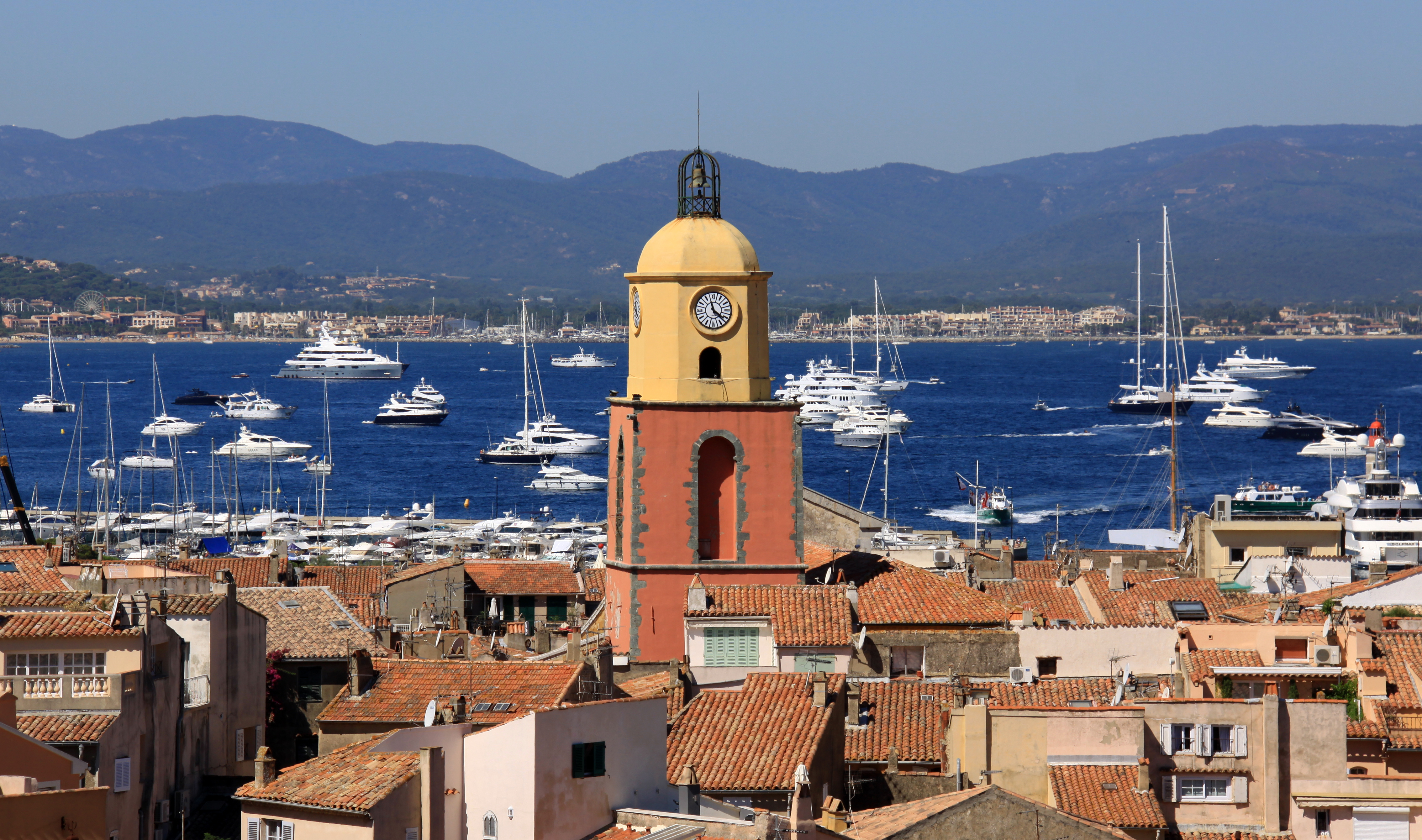
Сен-Тропе
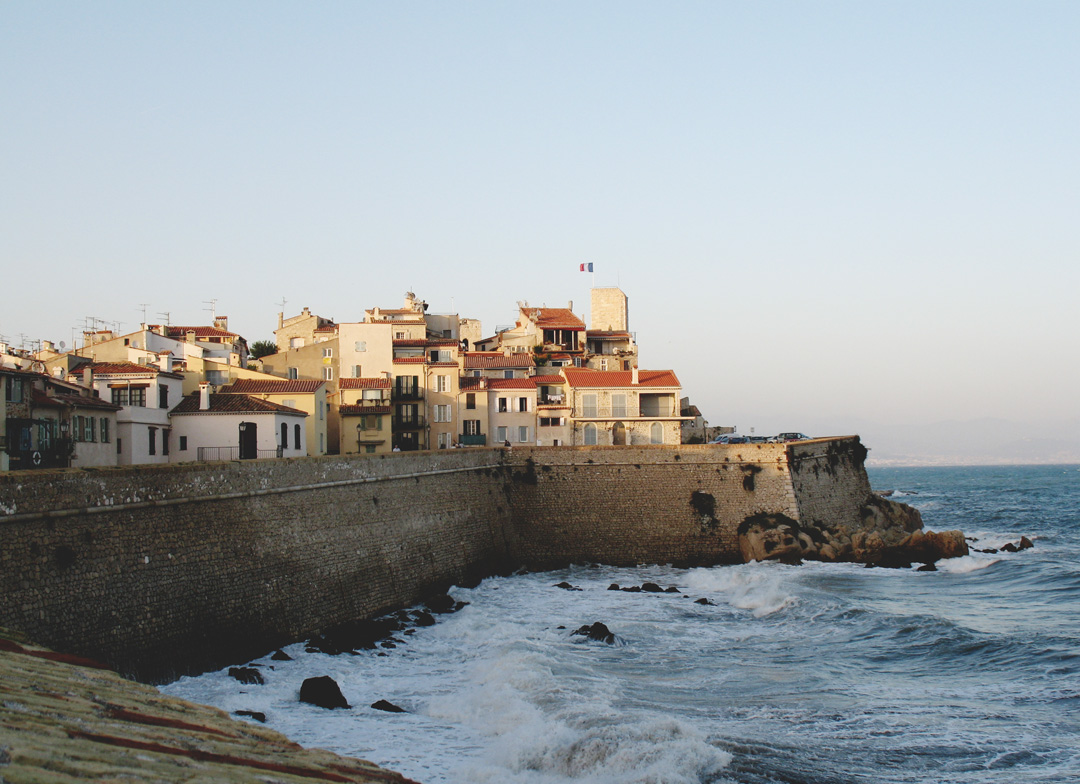
Антіб

## Клімат
Акваторія моря лежить в середземноморській області північного субтропічного кліматичного поясу. Влітку переважають тропічні повітряні маси, взимку — помірні. Значні сезонні амплітуди температури повітря і розподілу атмосферних опадів. Влітку жарко, ясна і тиха погода; взимку відносно тепло, похмура вітряна погода і дощить.

## Біологія
Акваторія моря відноситься до західносередземноморського морського екорегіону бореальної північноатлантичної зоогеографічної провінції. У зоогеографічному відношенні донна фауна континентального шельфу й острівних мілин до глибини 200 м належить до середземноморської провінції, перехідної зони між бореальною та субтропічною зонами.